# Championnat de Belgique de football 1902-1903
Navigation
Saison précédente Saison suivante
Le championnat de Belgique de football 1902-1903 est la huitième saison du championnat de première division belge. Son nom officiel est « Division d'Honneur ». La fédération belge conserve le principe de deux poules géographiques suivies d'un tour final pour désigner le champion national.
La compétition oppose dix équipes, soit une de moins que la saison précédente après l'arrêt du Skill FC Bruxelles, absorbé dans une fusion formant le Daring Club de Bruxelles. Ces dix équipes sont réparties en deux groupes de cinq, dont les deux premiers se qualifient pour le tour final. On y retrouve les quatre mêmes équipes que la saison précédente, à savoir les bruxellois du Racing CB, du Léopold CB et de l'Union, accompagnés des anversois du Beerschot AC.
Il n'y a pas vraiment de suspense dans la course au titre, le Racing CB, champion en titre, domine facilement la concurrence et remporte son quatrième titre de rang. Pour désigner le vice-champion, l'Union Belge organise un test-match entre l'Union et le Beerschot. Les Unionistes s'imposent 4-1 et obtiennent leur première place d'honneur, le début d'une longue série.

## Clubs participants
Dix clubs prennent part à la compétition, c'est un de moins que lors de l'édition précédente. Ceux dont le matricule est mis en gras existent toujours aujourd'hui.
| #  | Nom                                  | Mat. | Ville    | Terrain                                      | En D1 depuis (série) | Saison en D1 | Saison précédente |
| -- | ------------------------------------ | ---- | -------- | -------------------------------------------- | -------------------- | ------------ | ----------------- |
| 1  | Antwerp Football Club                | 1    | Anvers   | Zuremborg (au centre du Vélodrome)           | 1901-1902 (2e)       | 7e           | Série A : 3e      |
| 2  | Beerschot Athletic Club              | 13   | Anvers   | Kiel                                         | 1900-1901 (3e)       | 3e           | 4e                |
| 3  | Cercle Sportif Brugeois              | 12   | Bruges   | près de la Smedenpoort                       | 1899-1900 (4e)       | 4e           | Série A : 4e      |
| 4  | Football Club Brugeois               | 3    | Bruges   | Het Ratteplein                               | 1898-1899 (5e)       | 6e           | Série A : 6e      |
| 5  | Athletic & Running Club de Bruxelles | N/A  | Uccle    | ?                                            | 1896-1897 (7e)       | 7e           | Série B : 4e      |
| 6  | Léopold Club de Bruxelles            | 5    | Uccle    | Parc Brugmann                                | 1895-1896 (8e)       | 8e           | 2e                |
| 7  | Racing Club de Bruxelles             | 6    | Uccle    | Vivier d'Oie                                 | 1895-1896 (8e)       | 8e           | 1er               |
| 8  | Football Club Liégeois               | 4    | Cointe   | Plaine du Champ d'Oiseaux                    | 1895-1896 (8e)       | 8e           | Série B : 3e      |
| 9  | Union Saint-Gilloise                 | 10   | Uccle    | rue du Kersberg (actuelle rue A. Asselbergs) | 1901-1902 (2e)       | 2e           | 3e                |
| 10 | Verviers Football Club               | 8    | Verviers | ?                                            | 1900-1901 (3e)       | 3e           | Série B : 5e      |

### Localisations
| Antwerp Beerschot Bruxelles FC Brugeois CS Brugeois FC Liégeois Verviers FC |

#### Localisation des clubs bruxellois
les 4 cercles bruxellois sont :
(10) Racing CB
(23) Léopold CB
A&RC Bruxelles (localisation incertaine)
Union SG

## Résultats
Les dix équipes sont réparties en deux groupes de cinq. Le premier reprend les quatre équipes flamandes et le Léopold CB, le second les trois autres cercles bruxellois et les deux clubs de la province de Liège.
Légende
- Champion de Belgique 1903
- Club qualifié pour le tour final du championnat
- Clubs devant disputer le test-match pour l'attribution de la deuxième place
- Clubs ayant choisi de ne pas se présenter la saison suivante

Abréviations
T : Tenant du titre 1902

### Série d'Anvers, de Bruxelles et des Flandres
Dans cette série, on retrouve les deux équipes brugeoises, les deux anversoises et les bruxellois du Léopold CB. Ces derniers terminent en tête devant le  Beerschot. Les deux clubs se qualifient facilement pour le tour final avec une large avance sur leurs trois concurrents. Vu cet écart important, certaines rencontres ne sont pas disputées à la fin de la première phase, leurs résultats n'ayant aucune influence sur les équipes qualifiées.

#### Résultats des rencontres
| Résultats (▼dom., ►ext.)                                   | ANT  | BEE | CSB | FCB | LEO |
| Antwerp FC                                                 |      | NJ  | NJ  | 1-2 | 2-2 |
| Beerschot AC                                               | 3-2  |     | 5-0 | 1-0 | 2-4 |
| CS Brugeois                                                | 0-3  | 2-7 |     | 3-2 | 1-2 |
| FC Brugeois                                                | 5-0F | 2-5 | 0-2 |     | 1-2 |
| Léopold CB                                                 | 2-2  | 1-1 | 3-1 | 4-0 |     |
| - Victoire à domicile - Match nul - Victoire à l'extérieur |      |     |     |     |     |

- 5-0F = Forfait, score de forfait infligé car l'équipe décrétée perdante ne s'est pas déplacée ou ne s'est pas présentée.
- NJ = Non jouée, les matches Antwerp FC-CS Brugeois et Antwerp FC-Beerschot AC ne sont pas joués. Notons que certains sources indiquent un score de 1-1 pour cette dernière rencontre, initialement programmée le 10 octobre 1902 puis reportée au 10 janvier 1903. La qualification du Beerschot étant acquise à cette date, la plupart des sources fiables concordent sur le fait que cette rencontre n'a pas été jouée.

#### Classement final
| Rang | Équipe       | Pts | J | G | N | P | Bp | Bc | Diff |
| ---- | ------------ | --- | - | - | - | - | -- | -- | ---- |
| 1    | Léopold CB   | 13  | 8 | 5 | 3 | 0 | 20 | 10 | +10  |
| 2    | Beerschot AC | 11  | 7 | 5 | 1 | 1 | 24 | 11 | +13  |
| 3    | Antwerp FC   | 4   | 6 | 1 | 2 | 3 | 10 | 9  | +1   |
| 4    | CS Brugeois  | 4   | 7 | 2 | 0 | 5 | 9  | 22 | -13  |
| 5    | FC Brugeois  | 4   | 8 | 2 | 0 | 6 | 7  | 18 | -11  |

### Série de Liège et Bruxelles
Cette seconde série regroupe les deux équipes liégeoises et les trois autres clubs bruxellois. Comme dans l'autre groupe, deux équipes se détachent nettement de la concurrence et se qualifient aisément pour le tour final.

#### Résultats des rencontres
| Résultats (▼dom., ►ext.)                                   | ARC  | RAC | USG  | FCL  | VER  |
| Athletic & Running CB                                      |      | 0-6 | 2-5  | 4-0a | 6-1  |
| Racing CB                                                  | 3-1  |     | 0-2  | 4-0  | 5-0F |
| Union St-Gilloise                                          | 8-1  | 2-4 |      | 8-3  | 6-1  |
| FC Liégeois                                                | 3-0* | 2-1 | 2-4  |      | 4-3  |
| Verviers FC                                                | 1-6  | 0-2 | 5-0F | 1-3  |      |
| - Victoire à domicile - Match nul - Victoire à l'extérieur |      |     |      |      |      |

- 5-0F = Forfait, score de forfait infligé car l'équipe décrétée perdante ne s'est pas déplacée ou ne s'est pas présentée.
- Le résultat de la rencontre FC Liégeois-Athletic & Running CB, dont le résultat est suivi d'une astérisque, a été changé en score de forfait à la suite d'un manquement aux règlements.
- La partie Athletic & Running CB-FC Liégeois, dont le résultat est suivi d'un « a », a été arrêtée par l'obscurité alors que le score était de 4-0. Elle n'est pas prise en compte dans le classement ci-dessous, bien que certaines sources attribuent la victoire au club bruxellois et adaptent la différence de buts des clubs concernés.

#### Classement final
| Rang | Équipe                | Pts | J | G | N | P | Bp | Bc | Diff |
| ---- | --------------------- | --- | - | - | - | - | -- | -- | ---- |
| 1    | Union St-Gilloise     | 12  | 8 | 6 | 0 | 2 | 35 | 13 | +22  |
| 2    | Racing CB T           | 12  | 8 | 6 | 0 | 2 | 20 | 7  | +13  |
| 3    | Athletic & Running CB | 6   | 7 | 3 | 0 | 4 | 21 | 24 | -3   |
| 4    | FC Liégeois           | 6   | 7 | 3 | 0 | 4 | 14 | 26 | -12  |
| 5    | Verviers FC           | 2   | 8 | 1 | 0 | 7 | 7  | 27 | -20  |

### Tour final
Le tour final oppose les quatre mêmes équipes que lors de la saison précédente. Cette fois, il n'y a aucun suspense dans la course au titre, le Racing CB, champion sortant, termine largement en tête et invaincu. Il remporte son cinquième titre, le quatrième consécutif.
Pour l'attribution de la deuxième place, un test-match est organisé entre le Beerschot AC et l'Union Saint-Gilloise qui terminent à égalité de points. Les Unionistes l'emportent 4-1 et sont donc déclarés vice-champions de Belgique.

#### Résultats des rencontres
| Résultats (▼dom., ►ext.)                                   | BEE | LEO  | RAC | USG |
| Beerschot AC                                               |     | 5-0F | 1-5 | 2-1 |
| Léopold CB                                                 | 1-1 |      | 0-1 | 0-1 |
| Racing CB                                                  | 1-1 | 5-0F |     | 2-1 |
| Union St-Gilloise                                          | 2-1 | 2-1  | 1-3 |     |
| - Victoire à domicile - Match nul - Victoire à l'extérieur |     |      |     |     |

- 5-0F = Forfait, score de forfait infligé car l'équipe décrétée perdante ne s'est pas déplacée ou ne s'est pas présentée.

#### Classement final
| Rang | Équipe            | Pts | J | G | N | P | Bp | Bc | Diff |
| ---- | ----------------- | --- | - | - | - | - | -- | -- | ---- |
| 1    | Racing CB T       | 11  | 6 | 5 | 1 | 0 | 17 | 4  | +13  |
| 2    | Beerschot AC      | 6   | 6 | 2 | 2 | 2 | 11 | 10 | +1   |
| 3    | Union St-Gilloise | 6   | 6 | 3 | 0 | 3 | 8  | 9  | -1   |
| 4    | Léopold CB        | 1   | 6 | 0 | 1 | 5 | 2  | 15 | -13  |

#### Test match pour l'attribution de la deuxième place
| Match                            | Résultat |
| -------------------------------- | -------- |
| Union St-Gilloise - Beerschot AC | 4-1      |
| Union St-Gilloise vice-champion  |          |

### Meilleur buteur
Gustave Vanderstappen (Union Saint-Gilloise), nombre de buts inconnu. Il est le premier joueur belge sacré meilleur buteur.

## «Division 2»
Une deuxième série est organisée, opposant les équipes réserves de certains clubs à des clubs débutants. Comme les saisons précédentes, elle porte le nom de « Division 2 ». Avec dix-neuf clubs engagés, elle est divisée en quatre groupes géographiques, dont un, le groupe Brabant, est divisé en deux séries. Les vainqueurs de chaque groupe se rencontrent ensuite lors du tour final, qui porte le nom de « Division 1 ».

### Groupe Anvers
| Rang | Équipe            | Pts | J | G | N | P | Bp | Bc | Diff |
| ---- | ----------------- | --- | - | - | - | - | -- | -- | ---- |
| 1    | Rés. Beerschot AC | 2   | 2 | 1 | 0 | 1 | 5  | 4  | +1   |
| 2    | Rés. Antwerp FC   | 2   | 2 | 1 | 0 | 1 | 4  | 5  | -1   |

#### Test-match
Un test-match est organisé sur le terrain du Beerschot pour départager les deux équipes.
| Match                               | Résultat |
| ----------------------------------- | -------- |
| Rés. Beerschot AC - Rés. Antwerp FC | 4-1      |
| Rés. Beerschot AC qualifiée         |          |

### Groupe Brabant
Les neuf équipes du groupe Brabant sont réparties en deux séries de quatre et cinq. Les deux premiers de chaque série se rencontrent dans des demi-finales croisées, suivies d'une finale dont le vainqueur se qualifie pour le tour final.
Pour ces deux groupes, les classements sont certains, au contraire des scores des matches.

#### Série A
| Rang | Équipe                 | Pts | J | G | N | P | Bp | Bc | Diff |
| ---- | ---------------------- | --- | - | - | - | - | -- | -- | ---- |
| 1    | Rés. Racing CB         | 13  | 8 | 9 | 1 | 1 | 0  | 0  | 0    |
| 2    | United Sports Club     | 10  | 8 | 4 | 2 | 2 | 0  | 0  | 0    |
| 3    | Rés. Léopold CB        | 6   | 8 | 3 | 0 | 5 | 0  | 0  | 0    |
| 4    | SC de Louvain          | 6   | 8 | 2 | 2 | 4 | 0  | 0  | 0    |
| 5    | Rés. Union St-Gilloise | 5   | 8 | 2 | 1 | 5 | 0  | 0  | 0    |

#### Série B
| Rang | Équipe                     | Pts | J | G | N | P | Bp | Bc | Diff |
| ---- | -------------------------- | --- | - | - | - | - | -- | -- | ---- |
| 1    | Daring CB                  | 11  | 6 | 5 | 1 | 0 | 0  | 0  | 0    |
| 2    | Olympia CB                 | 9   | 6 | 4 | 1 | 1 | 0  | 0  | 0    |
| 3    | West Park                  | 4   | 6 | 2 | 0 | 4 | 0  | 0  | 0    |
| 4    | Rés. Athletic & Running CB | 0   | 6 | 0 | 0 | 6 | 0  | 0  | 0    |

#### Tableau final
|  | Demi-finales                           | Demi-finales | Demi-finales |                                    |   | Finale | Finale |
|  |                                        |              |              |                                    |   |        |        |
|  | Test-match sur le terrain du Daring CB |              |              |                                    |   |        |        |
|  |                                        |              |              |                                    |   |        |        |
|  | Olympia CB                             | 5            | 2            |                                    |   |        |        |
|  | Olympia CB                             | 5            | 2            | Jouée sur le terrain du Léopold CB |   |        |        |
|  | Rés. Racing CB                         | 0            | 4            |                                    |   |        |        |
|  | Rés. Racing CB                         | 0            | 4            | Daring CB                          | 7 |        |        |
|  |                                        |              |              |                                    | 7 |        |        |
|  |                                        | Olympia CB   | 2            |                                    |   |        |        |
|  | United Sports Club                     | Olympia CB   | 2            | 0                                  | 0 |        |        |
|  | United Sports Club                     |              |              | 0                                  | 0 |        |        |
|  | Daring CB                              | 5            | 5            |                                    |   |        |        |

### Groupe Liège
| Rang | Équipe                | Pts | J | G | N | P | Bp | Bc | Diff |
| ---- | --------------------- | --- | - | - | - | - | -- | -- | ---- |
| 1    | Stade Wallon Verviers | 7   | 4 | 3 | 1 | 0 | 11 | 5  | +6   |
| 2    | Rés. Verviers FC      | 3   | 4 | 1 | 1 | 2 | 3  | 6  | -3   |
| 3    | Rés. FC Liégeois      | 2   | 4 | 1 | 0 | 3 | 7  | 10 | -3   |

### Groupe Flandres
Pour ce groupe, on est certains de l'inscription des cinq équipes mentionnées et de la qualification du RC de Gand. Par contre, les résultats des rencontres sont inconnus à l'heure actuelle. Il semblerait que le FC Ghent se soit retiré de la compétition avant le premier match. On ignore ce qu'il est advenu de ce club par la suite.
| Rang | Équipe           | Pts | J | G | N | P | Bp | Bc | Diff |
| ---- | ---------------- | --- | - | - | - | - | -- | -- | ---- |
| 1    | RC de Gand       | 0   | 6 | 0 | 0 | 0 | 0  | 0  | 0    |
| 2    | SC Courtraisien  | 0   | 6 | 0 | 0 | 0 | 0  | 0  | 0    |
| 3    | Rés. CS Brugeois | 0   | 6 | 0 | 0 | 0 | 0  | 0  | 0    |
| 4    | Rés. FC Brugeois | 0   | 6 | 0 | 0 | 0 | 0  | 0  | 0    |
| 5    | FC Ghent         | 0   | 0 | 0 | 0 | 0 | 0  | 0  | 0    |

## «Division 1»
L'équipe réserve du Beerschot AC décide de ne pas participer à la « Division 1 » et est remplacée par l'Olympia CB. Le classement présenté ci-dessous est sûr mais on ignore les résultats des rencontres.
| Rang | Équipe                | Pts | J | G | N | P | Bp | Bc | Diff |
| ---- | --------------------- | --- | - | - | - | - | -- | -- | ---- |
| 1    | Daring CB             | 10  | 6 | 5 | 0 | 1 | 0  | 0  | 0    |
| 2    | Olympia CB            | 8   | 6 | 4 | 0 | 2 | 0  | 0  | 0    |
| 3    | Stade Wallon Verviers | 3   | 6 | 1 | 1 | 4 | 0  | 0  | 0    |
| 4    | RC de Gand            | 2   | 6 | 1 | 0 | 5 | 0  | 0  | 0    |

Le Daring CB remporte la compétition de « Division 1 » et est admis en Division d'Honneur pour la saison prochaine. L'Olympia CB est également autorisé à prendre part au championnat officiel à la suite de ses bonnes performances lors des deux dernières éditions.

## Récapitulatif de la saison
- Champion : Racing CB (5e titre)
- Première équipe à remporter cinq titres de champion de Belgique
- Première équipe à remporter quatre titres de champion de Belgique consécutifs
- Cinquième titre pour la province de Brabant

| Région flamande (4)             | Région flamande (4) | Province de Brabant (4)      | Province de Brabant (4) | Région wallonne (2)    | Région wallonne (2) |
| ------------------------------- | ------------------- | ---------------------------- | ----------------------- | ---------------------- | ------------------- |
| Province d'Anvers               | 2                   | Région de Bruxelles-Capitale | 4                       | Province de Hainaut    | 0                   |
| Province de Flandre-Occidentale | 2                   | Province du Brabant flamand  | 0                       | Province de Liège      | 2                   |
| Province de Flandre-Orientale   | 0                   | Province du Brabant wallon   | 0                       | Province de Luxembourg | 0                   |
| Province de Limbourg            | 0                   |                              |                         | Province de Namur      | 0                   |

1. ↑  Au niveau footballistique, la province de Brabant est toujours unitaire malgré sa partition territoriale en 1995.

### Admission et relégation
Le règlement de la fédération ne prévoit ni relégation, ni admission automatique de nouveaux clubs. L'intégration de nouvelles équipes se fait sur « invitation ». Aucun nouveau club n'est admis cette saison en Division d'Honneur et aucun ne la quitte en fin de saison.
En fin de saison, les deux premiers clubs de « Division 1 », le Daring CB et l'Olympia CB, sont autorisés à prendre part à la prochaine édition du championnat.

### Première grande fusion à Bruxelles
À cette époque des débuts du football, des clubs se font et se défont presque chaque semaine. Il n'est pas rare de voir plusieurs cercles fusionner pour tenter de survivre. Après la fin du championnat 1901-1902 a lieu une première grande fusion en région bruxelloise, dans le sens où elle concerne trois équipes dont une ayant évolué en Division d'Honneur, le Skill FC de Bruxelles. Celui-ci joint sa destinée à celles du Daring Football Club de Bruxelles et de l'US Molenbeekoise pour former le Daring Club de Bruxelles.

### Bilan de la saison
| Championnat de Belgique de football 1902-1903 |                                  |
| Champion                                      | Racing Club Bruxelles (5e titre) |
| Dauphin                                       | Union Saint-Gilloise             |
| Promotions et relégations                     |                                  |
| Promus en Division d'Honneur                  | Daring Club de Bruxelles         |
| Promus en Division d'Honneur                  | Olympia Club de Bruxelles        |
| Relégués                                      | aucun                            |